# Boek van de Hemelkoe

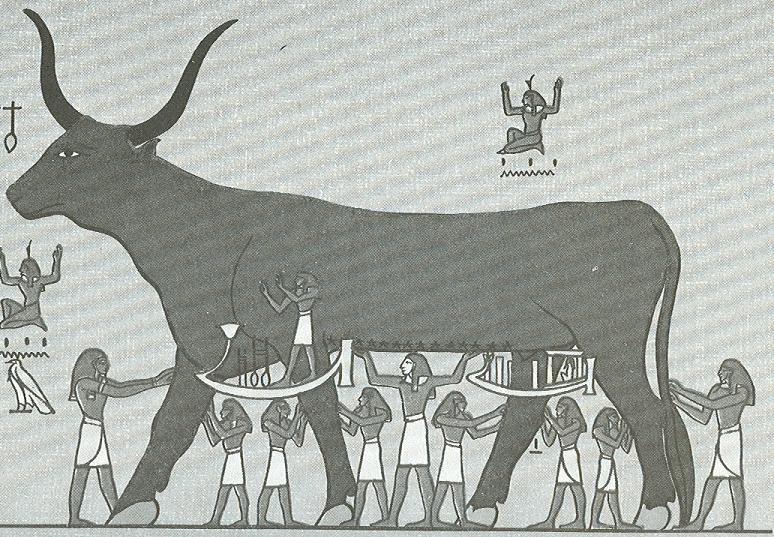
De hemelgodin Noet afgebeeld als een koe en ondersteund door de acht Heh-godheden.

Het Boek van de Hemelkoe is een oud-Egyptische funeraire tekst, die wordt verondersteld te zijn ontstaan tijdens de Amarnaperiode en deels de redenen beschrijft voor de onvolmaakte toestand van de wereld sinds de opstand van de mensheid tegen opperste zonnegod Ra. De godin Hathor strafte daarop de mensheid, waarbij de overlevenden hadden te lijden onder de afwezigheid van Ra, die nu in de hemel op de rug van de Noet, de Hemelkoe, verbleef.
Met deze "val" van de mensheid, kwamen lijden en dood in de wereld, tezamen met een breuk in de oorspronkelijke eenheid van de schepping. De oppergod verandert nu in verscheidene goddelijke lichamen, creëert de "velden van het paradijs" voor de gelukzalige doden, duidt mogelijk Geb aan als zij erfgenaam, overhandigt de regering over de mensheid aan Osiris (waarbij Thoth over de nachtelijke hemel heerste als zijn afgevaardigde), terwijl Sjoe en de Heh-goden nu de hemelgodin Noet ondersteunen.
Hoewel de overgeleverde versie van de tekst ten tijde van het Nieuwe Rijk werd neergeschreven, is het in Middelegyptisch geschreven en werd mogelijk geschreven ten tijde van het Middenrijk.

## Omschrijving

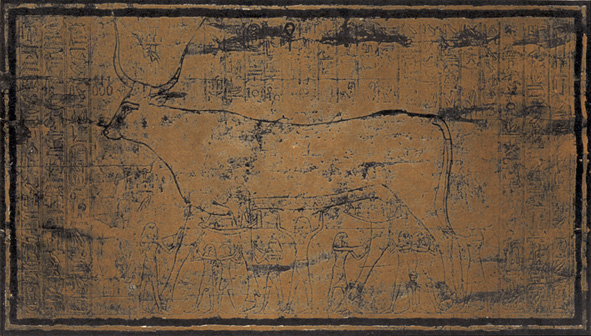
Het Boek van de Hemelkoe in de graftombe van Toetanchamon.

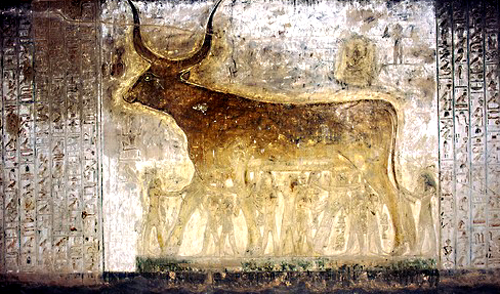
Het Boek van de Hemelkoe in de graftombe van Seti I.

Het Boek van de Hemelkoe is aangetroffen op de muren van de graftombes van Toetanchamon (18e dynastie), Seti I, Ramses II, Ramses III en Ramses VI (19e dynastie). 
Het Boek van de Hemelkoe werd voor het eerst aangetroffen in de buitenste vergulde schrijn van Toetanchamon (Graf DK 62), maar de tekst bleek incompleet. Nadien werden echter drie complete versies van de tekst ontdekt in de graftombes van Seti I (Graf DK 17), Ramses II (Graf DK 7) en Ramses III (Graf DK 11). Elk versie van de tekst werd teruggevonden in een zijkamer van de sarcofaagkamer, die exclusief bestemd was om het Boek van de Hemelkoe op haar muren te dragen.
Ramses VI (Graf DK 9) had in zijn graf geen zijkamer. Hij had een kortere beschrijving van het Boek van de Hemelkoe in zijn grafkamer, geschreven op een papyrus uit de tijd van de Ramessiden, die zich in Turijn bevindt.

## Oorsprong
Het verhaal is mogelijk ontstaan uit de dageraadmythes in de Piramideteksten, maar ten tijde van het Nieuwe Rijk was intussen het idee ontwikkeld om dood en lijden door middel van een onvolmaakte schepping uit te leggen. Het werk is geïnterpreteerd als een vorm van theodicee en magische tekst ter verzekering dat de koning ten hemel opsteeg. Het is ook gezien als een verhaal dat qua thema te vergelijken is met de meer uitgewerkte Mesopotamische en Bijbelse  verhalen over de vernietiging van de mensheid door een zondvloed. De regering van Achnaton - de farao, die een breuk met de bestaande religieuze tradities had trachten door te voeren - kan mogelijk een inspiratie voor dit werk zijn geweest (de vroegste attestering is onder Toetanchamon).

## Inhoud
Het Boek van de Hemelkoe wordt in tweeën gedeeld door de afbeelding van de Hemelkoe en de haar ondersteunende goden. Er zijn geen zichtbare onderbrekingen in de eigenlijke tekst van het Boek van de Hemelkoe, buiten de voorstelling van de Hemelkoe. Hierdoor is het niet duidelijk wat de oorspronkelijke indeling van de tekst was. Door nauwkeurige bestudering van de tekst hebben egyptologen een lose indeling van de tekst in vier delen voorgesteld.
Ra was al lange tijd koning en werd oud. Onder de mensen ontstond daarover gemopper en zelfs godslastering. Er waren mensen die beweerden dat zijn botten maar van zilver, zijn lichaam van goud en zijn haar van lapis lazuli was. Ra vond dat het zo niet langer ging en riep alle goden bijeen die met hem in het oerheelal Nu geweest waren. Hij confronteerde hen met het feit dat de mensheid (remet, rmṯ) die uit zijn tranen (remut, rmyt) was ontstaan, nu tegen hem in opstand kwam. De goden gaven hem de raad zijn Oog uit te sturen om de boosdoeners te straffen. Immers, niemand kon zijn Oog weerstaan, vooral als het de vorm van de godin Hathor aannam. Hathor werd er op uitgestuurd in de vorm van Sechmet, de leeuwengodin van de oorlog. Overal waar zij ging volgde een vreselijk bloedbad. De slachting begon in Henen-nesoet (Herakleopolis) en spoedig waadde Hathor in het mensenbloed.
Na een tijdje kreeg Ra medelijden met de mensheid en verzon een list om een einde aan de wraakzucht van Hathor te maken. Hij stuurde de goden naar Aboe (Elephantine) om een grote hoeveelheid alruin-vruchten te halen. De godin Sekti kreeg opdracht ze fijn te malen en ze met het mensenbloed te mengen. Verder moesten de slaven een grote hoeveelheid bier brouwen. Toen het mengsel klaar was werd het uitgegoten over de Weide van de Vier Hemelen. Hathor dronk ervan en werd zo dronken dat ze haar wraakzucht vergat.
Later kreeg Ra toch weer spijt dat hij de mensen gered had, maar de andere goden probeerden hem op andere gedachten te brengen. Ra klaagde dat hij de wereld moe was. De oergod Noen gaf Noet de opdracht om Ra op haar rug te dragen, zij veranderde zich in een koe en Sjoe hielp Ra haar te bestijgen. Toen de mensen echter beseften dat Ra op het punt stond hen te verlaten op de rug van de Hemelkoe, kregen sommigen spijt en toonden berouw voor hun zonden. Uiteindelijk doodden zij de lasteraars in hun midden. Ra was hier verheugd over en sinds die tijd werden er mensenoffers gebracht in de tempels van Ra.
Toch verliet Ra de aarde, maar hij bereidde in de hemel een plaats voor waar allen hem konden volgen. Deze plaats, het hemelse Veld der Vrede had een speciaal onderdeel, het Rietveld (of Iaroeveld). In Egypte werd dat gezien als het heerlijkste deel van de hemel waarnaar men streefde. Ter versiering schiep Ra ook de sterren, de bloemen van de hemel. Noet echter begon bijzonder vermoeid te raken. Zij dreigde te bezwijken onder het gewicht van Ra en neer te storten op de aarde. Dat zou voor de mensheid verschrikkelijke gevolgen hebben. Daarom schiep Ra de Vier Hemelpilaren waarop zij kon rusten. Hij gaf ook aan Sjoe de opdracht om zijn taak als zonnegod over te nemen. Ra liet het bestuur van de aarde aan Thoth na en gaf hem vele machtige toverspreuken om de mensheid te beschermen tegen alle slangenbeten en gevaarlijke beesten. Hij gaf aan Geb de uraeuscobra, het teken van koningschap. Nu kon de mensheid veilig onder de Hemelkoe leven en zich verheugen in het licht van de zon.
Het laatste deel van de tekst behandelt naast het opstijgen van Ra naar de hemel en de creatie van de onderwereld ook de theologie rondom de ba (ziel).
De tekst bestaat uit 330 verzen (wat ongeveer de hoeveel verzen is die op één papyrusrol geraken), waarvan de helft voor een omschrijving of voorstelling van de Hemelkoe werden geplaatst en de rest erna of eronder. De in het Boek van de Hemelkoe gebruikte taal vertoont sporen van Laat-Egyptisch. Daardoor menen de meeste egyptologen dat het Boek van de Hemelkoe moet zijn ontstaan tijdens of kort na de Amarnaperiode.
De tekst telt in totaal drie afbeeldingen:
1. De godin Noet (als Hemelkoe) ondersteund door de acht Heh-goden
2. Neneh (links) en Djet (rechts) als ondersteuners van de hemel
3. De farao als ondersteuner van de hemel

## Publicaties en vertalingen
Sinds de ontdekking van het Boek van de Hemelkoe, zijn er verscheidene publicaties verschenen die de inhoud bespreken.
In 1876 publiceerde Édouard Naville zowel een Engelse als Franse vertaling van de tekst op basis van de versie van de tekst uit de graftombe van Seti I. Hij beschreef nauwkeurig de inhoud van de tekst en gaf ook enige inzichten in het Boek van de Hemelkoe.
Met de ontdekking van de tekst in de graftombe van Ramses III, begonnen ook andere te publiceren rond de tekst. In 1881 zou Heinrich Brugsch de eerste Duitse vertaling van de tekst publiceren, waarbij hij ook inzichten in de tekst bood.
Alexandre Piankoff zou in 1955 een van de eerste vertalingen publiceren waarin dieper werd ingegaan op het scheppingsverhaal en Erik Hornung deed dit in 1983 nog gedetailleerder.
De twee reeds vermelde werken gaan net zoals die van Charles Maystre (1941, eerste om die van Ramses II mee op te nemen, maar liet wel die van Toetanchamon weg), in detail in op de tekst en haar inhoud. Ze bevatten allen afbeeldingen van de oorspronkelijke tekst en verklaringen bij de tekst. 
In het onder de redactie van Antionio Loprieno verschenen Ancient Egyptian Literature: History and Forms uit 1996, waarin een twintigtal egyptologen ingaan op de Oud-Egyptische literatuur, gaan de door Stephen G. Quirke, Antonio Loprieno zelf en John Baines geschreven bijdrages in meer of minder mate in op het Boek van de Hemelkoe. James P. Allen behandelde de tekst in zijn in 1988 gepubliceerd boek Genesis In Egypt: The Philosophy of Ancient Egyptian Creation Accounts, dat bestaat uit duizenden teksten die de Oud-Egyptische kosmologie en kosmogonie behandelen. Hij gaat daarbij in op de kosmogonie, zoals die in het Boek van de Hemelkoe wordt behandeld. 
Anthony Spaling publiceerde in 2000 zijn Engelse vertaling, waarbij hij vooral veel aandacht besteedde aan het Boek van de Hemelkoe als mythologische tekst alsook aan de periode waarin deze ontstond.